# Condat de Sant Avit
Condat-en-Combraille és un municipi francès situat al departament del Puèi Domat i a la regió d'Alvèrnia-Roine-Alps. L'any 2007 tenia 495 habitants.

## Demografia

### Població
El 2007 la població de fet de Condat-en-Combraille era de 495 persones. Hi havia 196 famílies de les quals 48 eren unipersonals (12 homes vivint sols i 36 dones vivint soles), 76 parelles sense fills, 60 parelles amb fills i 12 famílies monoparentals amb fills.
La població ha evolucionat segons el següent gràfic:
Habitants censats

### Habitatges
El 2007 hi havia 352 habitatges, 207 eren l'habitatge principal de la família, 107 eren segones residències i 38 estaven desocupats. 323 eren cases i 21 eren apartaments. Dels 207 habitatges principals, 169 estaven ocupats pels seus propietaris, 32 estaven llogats i ocupats pels llogaters i 6 estaven cedits a títol gratuït; 1 tenia una cambra, 6 en tenien dues, 29 en tenien tres, 46 en tenien quatre i 125 en tenien cinc o més. 36 habitatges disposaven pel capbaix d'una plaça de pàrquing. A 77 habitatges hi havia un automòbil i a 106 n'hi havia dos o més.

### Piràmide de població
La piràmide de població per edats i sexe el 2009 era:
| Homes | Edats   | Dones |
| ----- | ------- | ----- |
| 0     | 95 o +  | 0     |
| 0     | 90 a 94 | 4     |
| 8     | 85 a 89 | 20    |
| 8     | 80 a 84 | 4     |
| 8     | 75 a 79 | 24    |
| 28    | 70 a 74 | 16    |
| 8     | 65 a 69 | 20    |
| 32    | 60 a 64 | 16    |
| 12    | 55 a 59 | 8     |
| 20    | 50 a 54 | 24    |
| 16    | 45 a 49 | 8     |
| 4     | 40 a 44 | 8     |
| 24    | 35 a 39 | 20    |
| 12    | 30 a 34 | 24    |
| 28    | 25 a 29 | 12    |
| 4     | 20 a 24 | 16    |
| 20    | 15 a 19 | 16    |
| 20    | 10 a 14 | 8     |
| 16    | 5 a 9   | 8     |
| 8     | 0 a 4   | 8     |

## Economia
El 2007 la població en edat de treballar era de 283 persones, 231 eren actives i 52 eren inactives. De les 231 persones actives 221 estaven ocupades (114 homes i 107 dones) i 10 estaven aturades (1 home i 9 dones). De les 52 persones inactives 30 estaven jubilades, 14 estaven estudiant i 8 estaven classificades com a «altres inactius».

### Ingressos
El 2009 a Condat-en-Combraille hi havia 208 unitats fiscals que integraven 453 persones, la mediana anual d'ingressos fiscals per persona era de 12.360 €.

### Activitats econòmiques
Dels 27 establiments que hi havia el 2007, 2 eren d'empreses alimentàries, 4 d'empreses de fabricació d'altres productes industrials, 4 d'empreses de construcció, 7 d'empreses de comerç i reparació d'automòbils, 1 d'una empresa de transport, 3 d'empreses d'hostatgeria i restauració, 1 d'una empresa immobiliària, 1 d'una empresa de serveis, 2 d'entitats de l'administració pública i 2 d'empreses classificades com a «altres activitats de serveis».
Dels 9 establiments de servei als particulars que hi havia el 2009, 1 era una oficina de correu, 2 tallers de reparació d'automòbils i de material agrícola, 1 guixaire pintor, 3 fusteries, 1 perruqueria i 1 saló de bellesa.
Dels 5 establiments comercials que hi havia el 2009, 1 era una botiga de menys de 120 m², 1 una fleca, 1 una botiga de congelats, 1 una llibreria i 1 una floristeria.
L'any 2000 a Condat-en-Combraille hi havia 67 explotacions agrícoles que ocupaven un total de 2.784 hectàrees.

## Equipaments sanitaris i escolars
El 2009 hi havia una escola elemental integrada dins d'un grup escolar amb les comunes properes formant una escola dispersa.

## Poblacions més properes
El següent diagrama mostra les poblacions més properes.